# Boston Indoor Games
O Boston Indoor Games é um meeting de atletismo indoor que se desenrola todos os anos em Boston, Estados Unidos, desde 1992. Faz parte atualmente da IAAF Indoor Permit Meetings e é sediado no Reggie Lewis Track and Athletic Center, em regra acontece sempre em janeiro ou fevereiro.